# Михеев, Алексей Васильевич (орнитолог)
Алексей Васильевич Михеев (1907—1999) — советский зоолог и орнитолог, основатель экологической орнитологии, доктор биологических наук (1963), профессор, декан биолого-химического факультета МГПИ (1952—1956 и 1964—1968), заведующий кафедрой зоологии и дарвинизма (1975—1983).

## Биография
Родился 15 (28) декабря 1907 года в деревне Петрово, Подольский уезд, Московская губерния.
В 1919—1925 годах учился и в Поливановской учительской семинарии, преобразованной в педагогический техникум.
Был направлен на работу в начальную школу села Старая Никола, первые 2 года работал учителем, затем заведовал школой.
В 1929 году поступил на биологический факультет 1-го Московского университета, который закончил со специальностью «Зоология позвоночных» в 1934 году. Был распределён в Зоологический музей МГУ, работал экскурсоводом, младшим и старшим научным сотрудником (1938). Ученик А. Н. Формозова и Г. П. Дементьева.
Совершил 2 экспедиции в Тиманскую тундру (1937, 1938), подготовил материал для кандидатской диссертации о белой куропатке (защитил 1940), в 1948 опубликовал монографию.
В 1940 перешел на должность заведующего вновь созданного Центрального бюро кольцевания. Выпускал информационных бюллетеней Центра кольцевания.
В марте 1942 призван в Красную Армию. Был слушателем военно-политического училища в Сталинграде, затем политруком роты, агитатором 1-й учебной бригады Московского военного округа и пропагандистом Главного военного госпиталя в Москве. Демобилизован в 1946 году.
С 1950 года работал на биолого-химическом факультете МГПИ доцентом, профессором, заведующим кафедрой и деканом.
В 1956—1957 находился в командировке в КНР от Министерства просвещения РСФСР. В Китае опубликовал несколько работ.
В 1964 году защитил докторскую диссертацию по теме «Роль факторов среды в формировании сезонных миграций птиц Восточной Палеарктики», опубликовал ее как монографию и популярное издание «Перелеты птиц» (1971, 1981). В этих книгах нашла отражение экологическая концепция перелетов птиц, получившая широкое признание орнитологической общественности.
Был председателем московского отделения Всесоюзного орнитологического общества (1983), действующим и пожизненным почётным президентом Московского орнитологического общества.
Среди его учеников: Л. С. Степанян, В. М. Константинов, И. А. Жигарев, С. М. Климов, А. Г. Резанов, Ц. З. Доржиев, В. Т. Бутьев, А. И. Шураков, А. О. Шубин, С. А. Полозов и другие учёные.
После выхода на пенсию в 1991 решением ректората за Михеевым было пожизненно закреплено рабочее место на кафедре зоологии и экологии.
Скончался 4 января 1999 года в Москве.